# All the Way (película)
All the Way es un telefilme histórico de 2016 dirigido por Jay Roach y protagonizada por Bryan Cranston, Anthony Mackie y Melissa Leo. 
Se basa en la obra de teatro homónima, la cual fue ganadora del premio Tony en 2014. También escrita por Robert Schenkkan y también cabe destacar, que muchos de los diálogos están basados en transcripciones y conversaciones reales.

## Argumento
Tras el asesinato de John F. Kennedy, Lyndon B. Johnson se convierte en el Presidente de los Estados Unidos y después de su llegada a la Casa Blanca, Johnson debe trabajar en un proyecto de ley controvertido: la Ley de Derechos Civiles de 1964.
Presionado por Martin Luther King Jr. para aprobar esa ley sin remover ni modificar ninguno de sus contenidos para satisfacer y apaciguar a los demócratas del sur del país, quienes pueden en el peor caso abandonar el Partido Demócrata si la ley pasa, el presidente Johnson se convierte así en uno de los soldados más importantes en esta guerra llamada política.

## Reparto
| Actor            | Personaje                   |
| ---------------- | --------------------------- |
| Bryan Cranston   | Lyndon B. Johnson           |
| Anthony Mackie   | Dr. Martin Luther King, Jr. |
| Melissa Leo      | Lady Bird Johnson           |
| Frank Langella   | Senador Richard Russell     |
| Bradley Whitford | Senador Hubert Humphrey     |
| Stephen Root     | J. Edgar Hoover             |
| Todd Weeks       | Walter Jenkins              |
| Ray Wise         | Senador Everett Dirksen     |
| Ken Jenkins      | Rep. 'Judge' Smith          |
| Dohn Norwood     | Ralph Abernathy             |

## Producción
Al principio HBO y Steven Spielberg planearon hacer la obra teatral, que ya se había hecho en 2012, como miniserie, pero, al final, decidieron hacerla como película correspondientemente en julio de 2014 reclutando para ello a Bryan Cranston como protagonista, ya que él ya hizo como protagonista en la ya mencionada obra teatral. Una vez preparado todo, se filmó luego el telefilme en Los Ángeles.

## Recepción
Hoy en día la película ha sido valorada en portales cinematográficos y por críticos profesionales. En IMDb, con unos 16 000 votos registrados, el telefilme obtiene una media ponderada de 7,2 sobre 10. En cuanto a Rotten Tomatoes, los más de 2500 votos registrados le dieron allí una valoración media de 3,9 de 5, mientras que los 47 críticos profesionales que se expresaron allí le dieron una valoración media de 8,5 de 10.  También cabe destacar, que en La Vanguardia el 66 % de los usuarios registrados en ese periódico le dan al telefilme una valoración positiva.